# Банківська справа в Сінгапурі
Банківська справа в Сінгапурі — це сфера послуг, яка значно виросла за останні роки. Загальна вартість банківських активів під Сінгапурським керівництвом зросла з $92 млрд.1998 року до близько $350 млрд в 2004 році.
Сінгапуру вдалось переманити багато активів, раніше розміщених в Швейцарських банках з кількох причин, включно з новими податками, які наклали на швейцарські рахунки, та послаблення банківської таємниці в Швейцарії. У 2005 році Credit Suisse, другий найбільший швейцарський банк перемістив сюди свій головний офіс по міжнародному обслуговуванню приватних осіб.
Ухиляння від сплати податків в Сінгапурі протизаконно, однак, згідно зі словами представника Організації економічного співробітництва та розвитку, влада Сінгапуру схильна співпрацювати із податковими службами інших країн тільки якщо йдеться про ухиляння від сплати Сінгапурських податків.